# Крок уперед (франшиза)
Крок вперед — американська романтична танцювальна франшиза, створена Дуейном Адлером. Франшиза включає шість фільмів і телевізійний серіал. Фільми отримали загалом неоднозначну оцінку критиків, але мали успіх у прокаті, зібравши загалом 651 мільйон доларів.

## Фільми
| Film                          | U.S. release date | Режисер                                           | Сценарист                     | Продюсер(и)                                                                           | Кінокомпанія                                                     | Дистриб'ютор                        |
| ----------------------------- | ----------------- | ------------------------------------------------- | ----------------------------- | ------------------------------------------------------------------------------------- | ---------------------------------------------------------------- | ----------------------------------- |
| Крок вперед                   | 11 серпня 2006    | Енн Флетчер                                       | Дуейн Едлер Мелісса Розенберг | Патрік Вошбергер,Ерік Фейг, Адам Шенкман та Дженіфер Гібгот                           | Touchstone Pictures Summit Entertainment Offspring Entertainment | Buena Vista Pictures Distribution   |
| Крок вперед 2: Вулиці         | 14 лютого 2008    | Джонатан Мюррей Чжу Цзевей                        | Тоні Енн Джонсон Карен Барна  | Патрік Вошбергер,Ерік Фейг, Адам Шенкман та Дженіфер Гібгот                           | Touchstone Pictures Summit Entertainment Offspring Entertainment | Walt Disney Studios Motion Pictures |
| Крок вперед 3D                | 6 серпня 2010     | Джонатан Мюррей Чжу Цзевей                        | Емі Анделсон Емілі Мейер      | Патрік Вошбергер,Ерік Фейг, Адам Шенкман та Дженіфер Гібгот                           | Touchstone Pictures Summit Entertainment Offspring Entertainment | Walt Disney Studios Motion Pictures |
| Крок вперед 4: Революція      | 27 липня 2012     | Скотт Спір                                        | Аманда Броді                  | Патрік Вошбергер,Ерік Фейг, Адам Шенкман та Дженіфер Гібгот                           | Offspring Entertainment                                          | Summit Entertainment                |
| Крок вперед 5: Усе або нічого | 8 серпня 2014     | <a href="./Тріш_Сі" rel="mw:WikiLink">Тріш Сі</a> | Джон Светнам                  | Патрік Вошбергер,Ерік Фейг, Адам Шенкман та Дженіфер Гібгот                           | Offspring Entertainment                                          | Summit Entertainment                |
| Крок вперед: Рік танців       | 21 січня 2020     | Рон Юань                                          | Венді Лі                      | Дженіфер Гібгот, Адам Шенкман, Джонатан Мюррей Чжу Цзевей, Діді Нікерсон та Зенг Тянь | Yuehua Entertainment Infinity Pictures Lions Gate China          | Lionsgate                           |

### Крок вперед(2006)
Тайлер Ґейдж (Ченнінг Татум) отримує шанс усього свого життя після того, як розгромив школу виконавських мистецтв, що дає йому можливість заробити стипендію і потанцювати з перспективною танцівницею Норою Кларк (Дженна Дьюен).

### Крок вперед 2: Вулиці(2008)
Романтичні іскри спалахують між двома студентами танців (Енді та Чейзом) із зовсім різного походження в Мерілендській школі мистецтв.

### Крок вперед 3D(2010)
Згуртована група нью-йоркських вуличних танцюристів стикається з найкращими хіп-хоп танцюристами світу у двобої з високими ставками.

### Крок вперед 4: Революція (2012)
Група флешмоб танцюристів на чолі з Шоном ( Райан Гузман ) і дочкою готельного магната Емілі ( Кетрін МакКормік ) намагається врятувати смугу Маямі, населену згуртованою спільнотою, від перетворення на готелі, використовуючи танці та повстання.

### Крок вперед 5: Усе або нічого(2014)
Усі зірки з попередніх частин Крок вперед збираються разом у блискучому Лас-Вегасі, борючись за перемогу, яка може визначити їхні мрії та кар’єри.

### Крок вперед: Рік танців(2020)
Крок вперед: Рік танців (також відомий як Крок вперед Китай ) — китайський фільм, виготовлений та реалізований в 2019 році, режисером Роном Юанем . Молодь із різних соціальних класів у Пекіні збирається разом, щоб створити найкращу танцювальну команду Китаю та дізнатися, що насправді означає бути сім’єю. Фільм вийшов у міжнародний прокат 26 червня 2019 року, а в США в цифровому вигляді 21 січня 2020 року. 

## Телебачення

### Крок вперед: Висока вода(2018–2022)
Телевізійний серіал заснований на серії фільмів під простою назвою «Крок вперед: висока вода», був випущений 31 січня 2018 року на YouTube Red .  YouTube продовжив серіал на другий сезон у травні 2018 року,  прем’єра якого відбулася 20 березня 2019 року. 
Серіал було скасовано після двох сезонів у серпні 2019 року, але в травні 2020 року було оголошено, що серіал було поновлено і продовжено на третій сезон на Starz . Серіал також було перейменовано на «Крок вперед» у цьому сезоні.  Прем'єра мала відбутися у жовтні 2022 року, після чого його знову скасували незадовго до фіналу у грудні. 
 

## Рецепція

### Касові збори
| Крок вперед                   | $65,328,121  | $48,866,726  | $114,194,847 | #931  | $12 мільйони    | [ 7 ]       |  |  |
| Крок вперед 2: Вулиці         | $58,017,783  | $92,798,917  | $150,816,700 | #1083 | $17.5 мільйони  | [ 8 ] [ 9 ] |  |  |
| Крок вперед 3D                | $42,400,223  | $116,891,586 | $159,291,809 | #1526 | $30 мільйони    | [ 10 ]      |  |  |
| Крок вперед 4: Революція      | $35,074,677  | $105,396,069 | $140,470,746 | #1862 | $33 мільйони    | [ 11 ]      |  |  |
| Крок вперед 5: Усе або нічого | $14,904,384  | $71,261,262  | $86,165,646  |       | $35 мільйони    | [ 12 ]      |  |  |
| Крок вперед: Рік танців       |              | $388,518     | $388,518     |       |                 | [ 13 ]      |  |  |
| Всього                        | $215,725,188 | $435,603,078 | $651,328,266 |       | $127.5 мільйони | [ 14 ]      |  |  |
|                               |              |              |              |       |                 |             |  |  |

## В інших ЗМІ
Релізи тренувань
Офіційно ліцензовані рутинні відеозаписи тренувань були створені для домашніх відео-носіїв:
- Крок вперед 4: Революція Dance Workout, який вийшов 4 грудня 2012 року. </link>[ <span title="This claim needs references to reliable sources. (November 2022)">потрібна цитата</span> ]
- Крок вперед 4: Революція Hip-Hop Cardio Burn, який вийшов 3 грудня 2013 року. </link>[ <span title="This claim needs references to reliable sources. (November 2022)">потрібна цитата</span> ]